# 模罕默德·迪捷迪
模罕默德·迪捷迪（Mohammed Tchité，1984年1月31日—）是一名布隆迪足球運動員，擔任前鋒。

## 外部連結
- 桑坦德競技 迪捷迪檔案（西班牙文）